# Autopreservação
Autopreservação é a acção ou tendência, por parte de um indivíduo, para conservar a própria existência ou integridade . É o desejo inato de manter-se vivo, quase universal em todos os organismos, que assegura a sua sobrevivência. É o instinto básico para preservar a própria vida. A dor e o medo são partes deste mecanismo. A dor motiva o indivíduo a afastar-se de situações perigosas à sua integridade, a proteger-se enquanto o corpo ferido cura e a abster-se de experiências semelhantes no futuro. O medo faz com que o organismo procure segurança e pode causar a libertação de adrenalina que incrementa a força do indivíduo e amplifica os sentidos tais como audição, olfacto e visão.

## Robótica
A autopreservação é a terceira das leis da robótica propostas por Isaac Asimov em seus livros de ficção científica. Assim, um robô deve sempre procurar preservar a sua existência, a menos que esse comando entre em conflito com a segurança de um ser humano (primeira lei) ou a obediência aos humanos (segunda lei).